# Árni Þórarinsson
Árni Thórarinsson (en islandais : Árni Þórarinsson), né le 1er août 1950 à Reykjavik, est un écrivain islandais, auteur de romans policiers.

## Biographie
Après un diplôme de littérature comparée à l'université d'East Anglia à Norwich, en Angleterre, Arni Thorarinsson devient journaliste. Il exerce dans différents grands journaux islandais. Il participe également à des jurys de festivals internationaux de cinéma et a été organisateur du Festival de cinéma de Reykjavík de 1989 à 1991.
Il est connu pour sa série policière ayant pour héros le journaliste Einar.

## Œuvre

### Romans

#### Série policièreEinar
- Nóttin hefur þúsund augu (1998)
- Hvíta kanínan (2000)
- Blátt tungl (2001)
- Tími nornarinnar (2005) Publié en français sous le titre Le Temps de la sorcière, traduit par Éric Boury, Paris, Métailié, coll. « Bibliothèque nordique », 2007  (ISBN 978-2-86424-621-3) ; réédition, Paris, Points, coll. « Policier » no 2016, 2008  (ISBN 978-2-7578-1077-4)
- Dauði trúðsins (2007) Publié en français sous le titre Le Dresseur d'insectes, traduit par Éric Boury, Paris, Métailié, coll. « Bibliothèque nordique », 2008  (ISBN 978-2-86424-666-4) ; réédition, Paris, Points, coll. « Policier »  no 2255, 2009  (ISBN 978-2-7578-1547-2)
- Sjöundi sonurinn (2008) Publié en français sous le titre Le Septième Fils, traduit par Éric Boury, Paris, Métailié, coll. « Bibliothèque nordique », 2010  (ISBN 978-2-86424-724-1) ; réédition, Paris, Points, coll. « Policier »  no 2726, 2011  (ISBN 978-2-7578-2506-8)
- Morgunengill (2010) Publié en français sous le titre L'Ange du matin, traduit par Éric Boury, Paris, Métailié, coll. « Bibliothèque nordique », 2012  (ISBN 978-2-86424-890-3) ; réédition, Paris, Points, coll. « Policier »  no 3142, 2013  (ISBN 978-2-7578-3707-8)
- Ár kattarins (2012) Publié en français sous le titre L'Ombre des chats, traduit par Éric Boury, Paris, Métailié, coll. « Bibliothèque nordique », 2014  (ISBN 979-10-226-0132-0); réédition, Paris, Points, coll. « Policier »  no 4188, 2015  (ISBN 978-2-7578-2671-3)
- 13 dagar (2016) Publié en français sous le titre Treize jours, traduit par Éric Boury, Paris, Métailié, coll. « Bibliothèque nordique », 2018  (ISBN 979-10-226-0821-3)

#### Autres romans
- Leyndardómar Reykjavíkur (2000)
- Í upphafi var morðið (2002)
- Farþeginn (2006)
- Glapurinn - Ástarsaga (2013) Publié en français sous le titre Le Crime. Histoire d’amour, traduit par Éric Boury, Paris, Métailié, coll. « Bibliothèque nordique », 2016  (ISBN 979-10-226-0171-9); réédition, Paris, Points, coll. « Policier »  no 4585, 2017  (ISBN 978-2-7578-6381-7)

### Autres publications
- Krummi: Hrafns saga Gunnlaugssonar (1994)